# Edmondo Lozzi
Edmondo Lozzi (né le 23 juin 1916 à Rome dans le Latium, et mort le 11 avril 1990 dans la même ville) est un monteur et réalisateur italien.

## Biographie
Edmondo Lozzi commence sa carrière dans le cinéma en 1932 en travaillant dans le domaine des effets sonores, d'abord pour la Fono Roma puis pour la Scalera Film. Après la Seconde Guerre mondiale, il exerce différents métiers dans le monde du cinéma italien, étant ingénieur du son, assistant monteur ou assistant réalisateur, avant de connaître une éphémère carrière de réalisateur puis de se spécialiser dans le montage.
Comme réalisateur, il signe son premier film en 1949 avec la comédie musicale Maracatumba... ma non è una rumba dont les rôles principaux sont joués par Renato Rascel, Marilyn Buferd et Paolo Stoppa. En 1958, il co-réalise ensuite avec Natale Montillo (it) le drame napolitain La sposa avec la française Irène Tunc et Carlo Giuffré.
Comme monteur, il obtient son premier crédit en 1949 avec le film La Fille des marais (Cielo sulla palude) d'Augusto Genina. Il travaille ensuite sur une large palette de films dans les genres les plus disparates jusqu'au début des années 1970, collaborant notamment à de nombreuses reprises avec le réalisateur Gianfranco Parolini, comme sur la série d'espionnage consacrée au commissaire X tourné en Allemagne dans les années 1960 ou la trilogie de Sabata.
Il se retire en 1971 et décède à Rome en 1990.

## Filmographie

### Comme monteur
- 1949 : La Fille des marais (Cielo sulla palude) d'Augusto Genina
- 1951 : Fuoco nero de Silvio Siano
- 1952 : Giovinezza de Giorgio Pàstina
- 1952 : Prigionieri delle tenebre d'Enrico Bomba
- 1954 : I cavalieri della regina de Mauro Bolognini et Joseph Lerner
- 1957 : Saranno uomini de Silvio Siano
- 1958 : Il bacio del sole (Don Vesuvio) de Siro Marcellini
- 1959 : I cavalieri del diavolo de Siro Marcellini
- 1960 : Le Séducteur (Il peccato degli anni verdi), de Leopoldo Trieste
- 1961 : Goliath contro i giganti de Guido Malatesta
- 1962 : Les Derniers jours d'Herculanum (Anno 79: La distruzione di Ercolano) de Gianfranco Parolini
- 1962 : Il vecchio testamento de Gianfranco Parolini
- 1963 : Spartacus et les Dix Gladiateurs (I dieci gladiatori) de Gianfranco Parolini
- 1964 : Ursus l'invincible (Gli invincibili tre) de Gianfranco Parolini
- 1965 : Les Frères Dynamite (Johnny West il mancino) de Frank Kramer
- 1966 : Le commissaire X traque les chiens verts (Kommissar X - Jagd auf Unbekannt) de Gianfranco Parolini
- 1966 : Chasse à l'homme à Ceylan (Kommissar X: Drei Gelbe Gatzen) de Cehett Grooper et Rudolf Zehetgruber
- 1966 : Commissaire X dans les griffes du dragon d'or (Kommissar X - In den Klauen des goldenen Drachen) de Frank Kramer
- 1967 : Commissaire X : Halte au L.S.D. (Kommissar X: Drei Grüne Hunde) de Gianfranco Parolini et Rudolf Zehetgruber
- 1967 : Les Trois fantastiques supermen (I fantastici 3 Supermen) de Frank Kramer
- 1967 : Calibre 32 (Killer calibro 32) d'Alfonso Brescia
- 1968 : Commissaire X - Trois panthères bleues (Kommissar X: Drei Blaue Panther) de Frank Kramer
- 1968 : Sartana (Se incontri Sartana prega per la tua morte) de Frank Kramer
- 1969 : Dieu pardonne à mon pistolet (Dio perdoni la mia pistola) de Mario Gariazzo et Leopoldo Savona
- 1969 : Sabata (Ehi amico... c'è Sabata. Hai chiuso!) de Frank Kramer
- 1971 : Le Retour de Sabata (È tornato Sabata... hai chiuso un'altra volta!) de Frank Kramer

### Comme réalisateur
- 1949 : Maracatumba... ma non è una rumba (it)
- 1958 : La sposa (it) (avec Natale Montillo (it))